# Глінн (округ, Джорджія)
Шаблон:StateAbbr_ 31°13′ пн. ш. 81°29′ зх. д. / 31.22° пн. ш. 81.49° зх. д.
Округ Глінн (англ. Glynn County) — округ (графство) у штаті Джорджія, США. Ідентифікатор округу 13127.

## Історія
Округ утворений 1777 року.

## Демографія
За даними перепису
2000 року
загальне населення округу становило 67568 осіб, зокрема міського населення було 51653, а сільського — 15915.
Серед мешканців округу чоловіків було 32322, а жінок — 35246. В окрузі було 27208 домогосподарств, 18401 родин, які мешкали в 32636 будинках.
Середній розмір родини становив 2,95.
Віковий розподіл населення поданий у таблиці:
| Стать    | До 15 років | 15-21 | 22-29 | 30-39 | 40-49 | 50-65 | 65-85 | Понад 85 |
| -------- | ----------- | ----- | ----- | ----- | ----- | ----- | ----- | -------- |
| Чоловіки | 7149        | 3298  | 3140  | 4373  | 4881  | 5460  | 3708  | 313      |
| Жінки    | 6872        | 3147  | 3111  | 4921  | 5391  | 6064  | 4971  | 769      |

## Суміжні округи
- Макінтош — північ
- Кемден — південний захід
- Брентлі — захід
- Вейн — північний захід

## Виноски
1. ↑  U.S. Decennial Census. United States Census Bureau. Архів оригіналу за 26 квітня 2015. Процитовано 22 червня 2014.
2. ↑  Historical Census Browser. University of Virginia Library. Архів оригіналу за 11 серпня 2012. Процитовано 22 червня 2014.
3. ↑  Population of Counties by Decennial Census: 1900 to 1990. United States Census Bureau. Архів оригіналу за 2 лютого 2019. Процитовано 22 червня 2014.
4. ↑  Census 2000 PHC-T-4. Ranking Tables for Counties: 1990 and 2000 (PDF). United States Census Bureau. Архів оригіналу (PDF) за 18 грудня 2014. Процитовано 22 червня 2014.
5. ↑  State & County QuickFacts. United States Census Bureau. Архів оригіналу за 3 липня 2011. Процитовано 22 червня 2014.(англ.) Наведено за англійською вікіпедією.
6. ↑  American FactFinder. Бюро перепису населення США. Архів оригіналу за 21 травня 2008. Процитовано 31 січня 2008.

| США | Це незавершена стаття з географії США. Ви можете допомогти проєкту, виправивши або дописавши її. |